# Козлова Тетяна Олександрівна
Тетя́на Козло́ва (нар. 25 вересня 1984, Первомайськ, Миколаївська область, УРСР) — українська волейболістка, догравальниця. Майстер спорту України. 

## Із біографії
Вихованка Київського обласного ліцея-інтернату фізичної культури і спорту (Біла Церква). Перший тренер — Ольга Датій.
Виступала за «Рось», (Біла Церква), «Круг» (Черкаси), «Джінестра» (Одеса), «Хімік» (Южне), «Расинг» (Канни, Франція), «Протон» (Балаково, Росія) і турецькі клуби.
Чемпіон України (2006, 2007, 2008), срібний призер (2010), володар Кубка України (2006, 2007, 2008, 2010, 2016).
Гравець національної збірної України. Учасниця чемпіонату Європи 2017 року.

## Клуби
| Роки      | Команди                          |
| --------- | -------------------------------- |
| 2001—2005 | «Рось-Університет» (Біла Церква) |
| 2005—2008 | «Круг» (Черкаси)                 |
| 2008—2011 | «Джінестра» (Одеса)              |
| 2011      | «Хімік» (Южне)                   |
| 2011—2013 | «Расинг» (Канни)                 |
| 2013—2014 | «Протон» (Балаково)              |
| 2015—2016 | «Хімік» (Южне)                   |
| 2016—2017 | «Нілуфер» (Бурса)                |
| 2017—2018 | «Болу Беледієспор» (Болу)        |
| 2018—2019 | ТЕД (Анкара)                     |
| 2019—2020 | «Хімік» (Южне)                   |
| 2023—     | «Хмельницькі пантери»            |

## Статистика
Статистика виступів у Лізі чемпіонів:
| Сезон   | Клуб             | Турнір         | Ігри | Сети | Очки | Ср.  | Примітки |
| ------- | ---------------- | -------------- | ---- | ---- | ---- | ---- | -------- |
| 2011/12 | «Расінг» (Канни) | Ліга чемпіонів | 11   | 38   | 65   | 1,71 |          |
| 2012/13 | «Расінг» (Канни) | Ліга чемпіонів | 8    | 30   | 61   | 2,03 |          |
| 2019/20 | «Хімік» (Южне)   | Ліга чемпіонів | 9    | 34   | 101  | 2,97 |          |